# قلعة العريمة

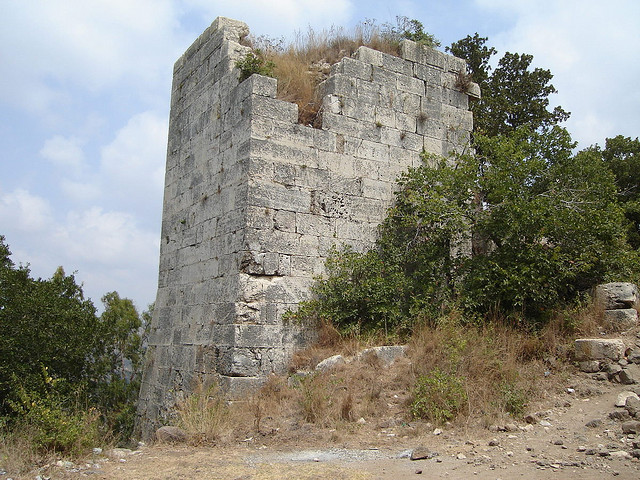
أطلال قلعة العريمة

قلعة العريمة (أريما) هي قلعة سورية تقع في السهل العريض (سهل عكار) على هضبة صخرية على بعد 25 كيلومترًا إلى الجنوب الشرقي من مدينة طرطوس، والجنوب الغربي من منطقة صافيتا وإلى الشمال الغربي من بلدة الصفصافة. ترتفع عن سطح البحر نحو 178 متراً، وهي قلعة مهدمة تتحكم ببوابة نهر الأبرش الذي يمتد عبر واد يصل إلى البحر في سهل مساحته أكثر من 10 آلاف هكتار.

## أصل الاسم
يرجَّح أنَّ تسمية القلعة باللغة العربية تأتي من «العرمة»، التي تعني كومة القمح غير المدروس، لوقوعها على تل غير شديد الارتفاع كما أن لها تسمية أخرى هي «أريما»، وتشير الدكتورة زكية حنا في كتابها «القلاع والمواقع الأثرية في محافظة طرطوس» إلى تسميات عربية أخرى للقلعة هي «أرامية» و«عُريمة»، وتسميات أجنبية هي arima و orima و areima.

## وصف القلعة
يحيط بقلعة العريمة سور مهدم، وتتألف من برجين وعدة سراديب وغرف، يقع البرج الأول من جهة الجنوب الغربي من القلعة ويصل ارتفاعه إلى ثلاثين متراً، وهو مهدم من جهة الشمال، عريض من الأسفل ويضيق في النهاية، مبني بحجارة ضخمة للغاية وهناك البرج الشمالي وله مواصفات البرج الأول، وهذان البرجان مملوءان من الداخل إذ يصعد إليها فقط من أحد الجدران، وهما مبنيان بهدف الرصد والمراقبة فقط، لأن بإمكان من يقف على أحد هذين البرجين أن يميز بالعين المجردة برج صافيتا وقلعتي الحصن ويحمور رغم المسافات البعيدة بينها ناهيك عن إمكانية رؤية مساحات مديدة تصل إلى البحر. ومن هذه الأبراج كان يتم تبادل الإشارات من دخان ونار نهاراً وليلاً.
أما بقية أقسام القلعة فتتوزع بين سراديب واسعة أسقفها نصف دائرية، وأنفاق لا أحد يعرف أين تنتهي، إضافة إلى سجن القلعة، والجدران هنا عريضة وسميكة ومبنية بطريقة الحجارة المعقودة، وبناء القلعة من الطراز البيزنطي، والمعجزة هنا كيف تم إيصال هذه الحجارة الضخمة إلى قمة الجبل في ذلك الزمن، ثم هذه الهندسة المعمارية المعقدة. أما أبواب القلعة فهي شكل أقواس خالية من النوافذ، بل إن هذه النوافذ عبارة عن شقوق- فتحات- في الجدار ضيقة من الخارج واسعة من الداخل، بحيث ترى منها ولا تُرى كانت تُستخدم لرمي السهام، وهذه الجدران والنوافذ خالية من الرسوم والزخارف والأعمدة كما في بنائها وهي للتحصين والرصد والمراقبة.

## تاريخ القلعة
يرجع تاريخ القلعة إلى عهد قديم غير معروف. وتشير بعض المصادر التاريخية إلى أنَّها قلعة عمورية قديمة كانت تابعة لمملكة «سيميرا»، إحدى ممالك أوغاريت الآرامية، غير أن مصادر تاريخية أخرى تشير- وبحسب الكسر الفخارية التي وجدت داخل القلعة وحولها - إلى أنَّ قلعة العريمة تعود إلى الحقب الرومانية والبيزنطية، غير أنه بالإمكان إسقاط تاريخ برج صافيتا الأثري الذائع الصيت على تاريخ قلعة العريمة، لما للشكل المعماري من تشابه، ولقرب هذين الموقعين الأثريين من بعضهما.
وقد تعذر تحديد تاريخها الأول بسبب استحالة القيام بالتنقيب فيها أو عمل سبر أثري منهجي، ولقد ورد أول ذكر للقلعة في المصادر التاريخية بانتقالها من مالكيها الطرابلسيين إلى الكونت برتران دوتولوز وذلك عندما قدم فرسان الاسبتارية إلى طرابلس عام 1142م واتخاذهم قلعة الحصن وأصبحت مركزاً لهم للدفاع والانطلاق لباقي الأراضي، قبل أن تعود لسيطرة حاكم طرابلس من الفرنجة ثم يحررها نور الدين زنكي عام 1166-1167م.
استعملت قلعة العريمة كمركز مراقبة وإنذار بين قلاع صافيتا ويحمور وطرابلس وطرطوس وأرواد.

## أساطير حول القلعة
تضم قلعة العريمة جُبًا عمقه حوالي خمسة أمتار سُدّت نهايته ببعض الصخور الكبيرة، وتقول رواية شعبية ـ لم تجد من يؤكدها أو ينفيها ـ إن هذا الجب متصل بنفق يصل إلى شاطئ البحر عند قرية المنطار، وإن الصليبيين كانوا يستخدمون هذا النفق للهرب عندما يداهمهم الخطر.